# Sancho I de Pamplona
Sancho I Garcés (n. 875 d.Hr., Rocaforte⁠(d), Navarra, Spania – d. 11 decembrie 925 d.Hr., Resa⁠(d), Navarra, Spania)  a fost regele Pamplonei din 905 până în 925. El a fost fiul lui Garcia Jimenez, care a fost regele unei alte părți a regatului de Pamplona și a celei de-a doua soție a sa, Dadildis de Pallars. 
În 905, o coaliție de dușmani ai regelui, Fortun Garcés , constând din Lubb ibn Muhammed de Qasi Banu, Alfonso al III-lea al Austriei, Galindo Aznar al II-lea de Aragon și unchiul lui Sancho , Raymond I de Pallars și Ribagorza, l-au demis pe Fortun și l-au pus pe Sancho în locul lui. De-a lungul domniei sale, el s-a implicat în certurile dintre nobilii musulmani din sud cu succese repetate. În 907, el s-a întors la fostul său aliat, Lubb ibn Muhammad, pe care l-a ucis în luptă. Patru ani mai târziu, un alt fost aliat, Galindo Aznar, s-a alăturat cumnatului său, Muhammad al- Tawil și Abd Allah ibn Lubb ibn Qasi pentru a-l ataca pe Sancho, dar ei au fost învinși și neutralizați ca o amenințare. Al-Tawil a fugit și a fost ucis la scurt timp după aceea iar puterea lui Qasi Banu a fost grav afectată, în timp ce Galindo a fost forțat să devină vasalul lui Sancho, ducând la încorporarea Aragonului în împărăția din Pamplona. În 920, el a făcut echipă cu Bernard I de Ribagorza și Amrus ibn Muhammed, fiul lui Muhammad al-Tawil, pentru a-l ataca pe Banu Qasi. Succesele sale i-au permis să alăture Ultra-Puertos sau Basse-Navarra la proprietățile sale și să-și extindă teritoriul până în Nájera.
Probabil pentru a legitima succesiunea, Sancho s-a căsătorit cu Toda Aznárez, fiica lui Onneca Fortúnez. Astfel, copiii lui Sancho și Todei au fost descendenții dinastiei Arista a monarhilor Navarezi. Când Sancho a murit în 925, singurul lui fiu era încă destul de tânăr. Astfel, Sancho a fost urmat de fratele său, Jimeno Garcés, care după moartea sa, fiul lui Sancho, Garcia, avea să guverneze sub regența mamei sale. 